# Junkers W 33

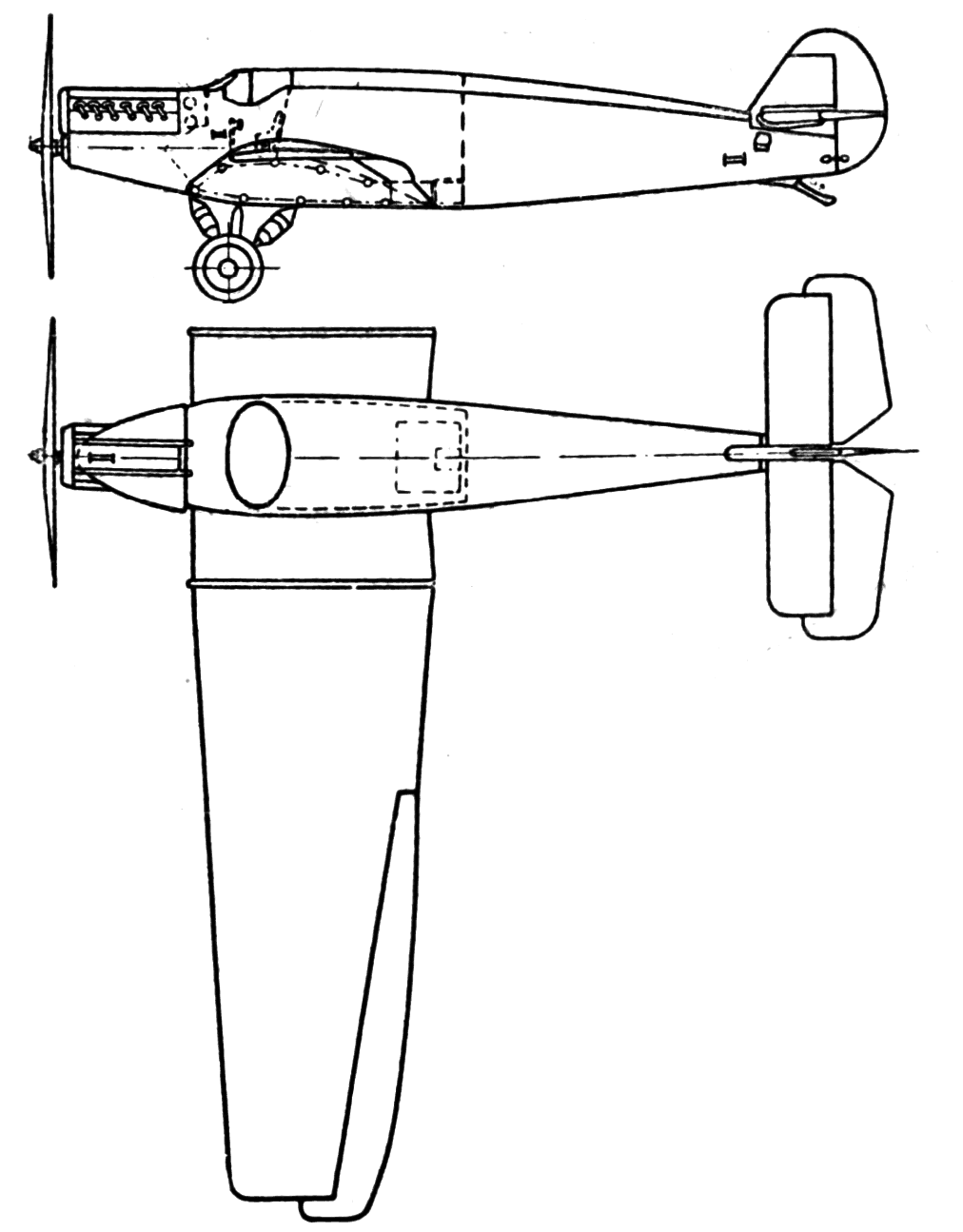
Схематичне зображення літака Junkers W 33

«Юнкерс» W 33 (нім. Junkers W 33) — німецький двомісний транспортний літак-моноплан, розроблений у 1920-х роках компанією Junkers Flugzeugwerke. При розробленні конструктори дотримували стандартної практики Junkers із широким використанням гофрованого алюмінієвого сплаву поверх трубчастої рами з алюмінієвого сплаву, розробленої на основі аналогічного, але трохи меншого Junkers F 13, що згодом еволюціонував у подібний W 34. Один із зразків, під назвою Bremen, був першим літаком, що здійснив неймовірно складний безпосадковий переліт над Атлантикою зі сходу на захід.

## Зміст
У середині 1920-х одним із найпопулярніших авіалайнерів був Junkers F 13. Причому багато операторів використовували його не тільки для перевезення пасажирів, а й у ролі вантажного літака та інших цілей. Згодом Гуго Юнкерс вирішив створити на його базі спеціалізований вантажний літак. Також передбачалося використовувати його для аерофотозйомки та боротьби зі шкідниками сільського та лісового господарства. Літера «W» у назві моделі літака означала «Werksflugzeug» — «робочий літак».
Розробкою літака керував інженер Герман Полманн (нім. Hermann Pohlmann). За основу було взято конструкцію F 13. Як і попередник, це теж був одномоторний суцільнометалевий вільнонесучий моноплан з гофрованою обшивкою, відкритою кабіною пілота і шасі, що не забиралося. Розмах крила взяли такий же, але обриси його в плані змінилися, оперення залишилися практично таким же, як на пізніх F 13, основні доробки торкнулися фюзеляжу. Було видалено пасажирську кабіну, її місце зайняв вантажний відсік. Оскільки машина вважалася вантажною та поштовою, а не пасажирською, фюзеляж зробили довшим. Поліпшилися аеродинамічні властивості фюзеляжу. Вікна були видалені, кількість вирізів у каркасі та обшивці скоротили до мінімуму. Для зручності навантаження, крім бічних дверей, був великий люк на даху кабіни. W 33 мав подвійне управління, хоча екіпаж складався з пілота (ліворуч) та бортмеханіка (праворуч). Штатно літак оснащувався рядним чотирициліндровим двигуном водяного охолодження Junkers L5 в 310 к.с.
Спочатку літак потрапляв під обмеження союзної контрольної комісії і щоб обійти обмеження був розроблений варіант W 33a з менш потужним мотором Junkers L2, але до 1927 обмеження були істотно послаблені, що дозволило почати серійне виробництво в Німеччині базової моделі. Кількість «малопотужних» машин обмежилася двома екземплярами (W 33ba). Літаки випускав завод Юнкерса у Дессау. Завдяки значній схожості з F 13 навіть не довелося переоснащувати виробничі лінії.
Спочатку випускалися лише вантажні версії без вікон. Потім з'явилися вантажопасажирські або пасажирські варіанти з вікнами. Хоча W 33 проектувалися під рядні двигуни, кілька екземплярів було переобладнано зіркоподібними двигунами повітряного охолодження.
17 червня 1926 року пілот Циммерман підняв у повітря перший екземпляр W 33, оснащений двигуном Junkers L5 потужністю 310 к.с. Перший дослідний екземпляр літака був виготовлений з поплавцями та випробовувався на річці Ельба, пізніше його переставили на колеса та продовжили випробування.
Деякі з машин, що залишилися, в роки війни знайшли застосування в Люфтваффе як навчальні або кур'єрські, зокрема — в школах морських льотчиків FFS 1 і LNS 6.
W33 прославився не лише як надійний транспортний літак, а й рекордсмен багатьох авіаційних рекордів. Протягом 1927 року різні модифікації W33 побили 10 світових рекордів у дальності та тривалості польоту. А у квітні 1928 року німецькі пілоти Герман Коель, Гюнтер фон Гюнефельд та Фіцморіс на колісному W33 Bremen вперше завершили безпосадковий переліт Атлантичного океану з Європи до Америки. У вересні цього ж року на колісному W33 Europa фон Гюнефельд і Лінднер здійснили переліт з Німеччини до Японії, подолавши 14250 кілометрів за 90 годин. А ось трансатлантичний політ колісного Esa у вересні 1931 року закінчився невдачею — літак змушений був сісти на воду у Наталя. Екіпаж врятували, але машина затонула.
W33 також використовувався і для експериментальних польотів. Так, у червні 1929 року W33 виконав перший зліт із використанням ракетних прискорювачів. А в листопаді наступного року на W33 було здійснено перше заправлення літака паливом у повітрі.

## Модифікації
- Junkers W 33 моделі -b.-c,-dd та -f — варіанти літака з 230 кВт двигуном Junkers L5
- Junkers W 33 моделі -c3e та -he — варіанти літака з 250 кВт двигуном Junkers L5G
- Junkers W 33 модель -dGao — варіант літака з 400 кВт двигуном Siemens Sh 20
- Junkers W 34 — варіант літака у версії шестимісного пасажирського літака з різними видами двигунів
- Junkers K 43 — модернізований варіант літака для бомбардувальних та розвідувальних функцій, побудованих у Швеції. Озброєний кулеметами на даху кабіни пілотів
- PS-3 (або ПС-3) — радянське позначення літаків, побудованих у Німеччині
- PS-4 (або ПС-4) — радянське позначення літаків, побудованих у СРСР
- Trp2 — позначення літаків, що перебували на озброєнні ПС Швеції

## Країни-оператори

### Цивільні оператори
Бразилія
- Syndicato Condor

 Ісландія
- Súlan

 Канада
- Canadian Airways

 Республіка Китай
- Eurasia

 Радянський Союз
- Дерулюфт
- Доброльот

 Веймарська республіка
- Deutsche Luft Hansa

 Швеція
 Японська імперія

### Військові оператори
Колумбія
- Повітряні сили Колумбії

 Ефіопська імперія
- Повітряні сили Ефіопії

 Третій Рейх
- Люфтваффе

 Монголія
- Повітряні сили Монголії

 Іран
- Імперські повітряні сили Персії

 Радянський Союз
- Військово-повітряні сили СРСР

 Швеція
- Повітряні сили Швеції

## Однотипні літаки за епохою, призначенням
- Beardmore Inflexible
- Vickers Vernon
- Fokker F.XIV
- Boeing 247
- АНТ-7
- Nakajima Ki-34